# Americardia
Americardia es un género de moluscos bivalvos de la familia Cardiidae.

## Especies
Se reconocen las siguientes especies:
- Americardia biangulata
- Americardia guppyi
- Americardia media